# Epictitus
Epictitus (auch: Epitacius; † im 1. Jahrhundert?) war der Legende zufolge ein früher christlicher Bischof und Märtyrer in Galicien.
Epictitus soll erster Bischof von Tui gewesen sein. Das Martyrium habe er gemeinsam mit Basilius, der als Nachfolger des Peter von Rates Bischof in Braga gewesen sein soll, und mit einem Aptonus erlitten. Die Ereignisse werden in das 1. Jahrhundert datiert, es ist aber zweifelhaft, ob Epictitus eine historische Persönlichkeit gewesen ist, da eine kirchliche Organisation in Tui erst in der Spätantike nachweisbar ist.
Epictitus wird als Heiliger verehrt. Sein Gedenktag ist der 23. Mai.